# Walckenaeria helenae
Espèce
Walckenaeria helenae est une espèce d'araignées aranéomorphes de la famille des Linyphiidae.

## Distribution
Cette espèce se rencontre aux États-Unis au Montana et au Canada en Alberta,.

## Description
Le mâle holotype mesure 2 mm et les femelles de 2,2 à 2,3 mm.

## Étymologie
Son nom d'espèce lui a été donné en référence au lieu de sa découverte, Helena.

## Publication originale
- Millidge, 1983 : The erigonine spiders of North America. Part 6. The genus Walckenaeria Blackwall (Araneae, Linyphiidae). The Journal of Arachnology, vol. 11, no 2, p. 105-200 (texte intégral).